# Пендро
Пендро (сорани پێندرۆ, сев.-курд. Pêndro ; англ. Pendro) — курдская деревня в Ираке, в провинции Эрбиль.
Деревня находится вблизи границы с Турцией, примерно в 15—18 км к северу от Барзана.
Население Пендро — свыше 2540 человек.